# Rayo Oklahoma City
Il Rayo Oklahoma City, in breve Rayo OKC, è stata una società calcistica statunitense con sede nella città di Oklahoma City. Ha militato nella North American Soccer League, la seconda divisione del campionato statunitense per una sola stagione. Giocava le partite casalinghe al Miller Stadium.

## Storia
Il 10 novembre 2015 la NASL annunciò l'ingresso del club che iniziò la propria attività agonistica dalla stagione 2016. La squadra era di proprietà di Raúl Martín Presa, proprietario del Rayo Vallecano, che comprò i diritti di accesso alla lega dalla defunta Oklahoma City FC (squadra che aveva annunciato l'ingresso in lega, naufragato tempo dopo), con una partecipazione di minoranza di Sean Jones, già proprietario dell'Oklahoma City FC. Rayo OKC fu gestito dallo stesso staff della precedente società. Il primo e unico allenatore fu il canadese Alen Marcina, già ai San Antonio Scorpions nei due anni precedenti.
Nel gennaio del 2017 fu annunciato che la società non avrebbe partecipato alla stagione successiva e che si sarebbe sciolta.

## Rosa 2016
| N. |                           | Ruolo | Calciatore             |
| -- | ------------------------- | ----- | ---------------------- |
| 1  | Stati Uniti (bandiera)    | P     | Caleb Patterson-Sewell |
| 2  | Stati Uniti (bandiera)    | D     | Rauwshan McKenzie      |
| 5  | Honduras (bandiera)       | D     | Erick Norales          |
| 7  | Turks e Caicos (bandiera) | A     | Billy Forbes           |
| 8  | Stati Uniti (bandiera)    | C     | Tyler Gibson           |
| 10 | Colombia (bandiera)       | C     | Sebastián Velásquez    |
| 11 | Brasile (bandiera)        | C     | Pecka                  |
| 13 | Stati Uniti (bandiera)    | D     | Hugo Rhoads            |

| N. |                        | Ruolo | Calciatore       |
| -- | ---------------------- | ----- | ---------------- |
| 14 | Stati Uniti (bandiera) | C     | Jarad van Schaik |
| 18 | Honduras (bandiera)    | C     | Marvin Chávez    |
| 19 | Stati Uniti (bandiera) | D     | Ian Svantesson   |
| 20 | Ghana (bandiera)       | C     | Derek Boateng    |
| 22 | Portogallo (bandiera)  | P     | Daniel Fernandes |
| 23 | Giamaica (bandiera)    | A     | Ryan Johnson     |
| 24 | Spagna (bandiera)      | C     | Yuma             |
| 27 | Giappone (bandiera)    | D     | Kōsuke Kimura    |
| 55 | Stati Uniti (bandiera) | A     | Robbie Findley   |